# Natalamp
Natalamp är en sjö i Torsby kommun i Värmland och ingår i Göta älvs huvudavrinningsområde. Sjön är 2,5 meter djup, har en yta på 0,0377 kvadratkilometer och befinner sig 207,5 meter över havet.

## Delavrinningsområde
Natalamp ingår i det delavrinningsområde (667467-133375) som SMHI kallar för Utloppet av Grundsjön. Medelhöjden är 263 meter över havet och ytan är 31,02 kvadratkilometer. Det finns inga avrinningsområden uppströms utan avrinningsområdet är högsta punkten. Lillån som avvattnar avrinningsområdet har biflödesordning 4, vilket innebär att vattnet flödar genom totalt 4 vattendrag innan det når havet efter 370 kilometer. Avrinningsområdet består mestadels av skog (83 procent). Avrinningsområdet har 1,5 kvadratkilometer vattenytor vilket ger det en sjöprocent på 4,8 procent.